# Behshahr
Behshahr (farsi بهشهر) è il capoluogo dello shahrestān di Behshahr, circoscrizione Centrale, nella provincia del Mazandaran in Iran. Aveva, nel 2006, una popolazione di 83.537 abitanti. Anticamente si chiamava Ashraf ol Belād.

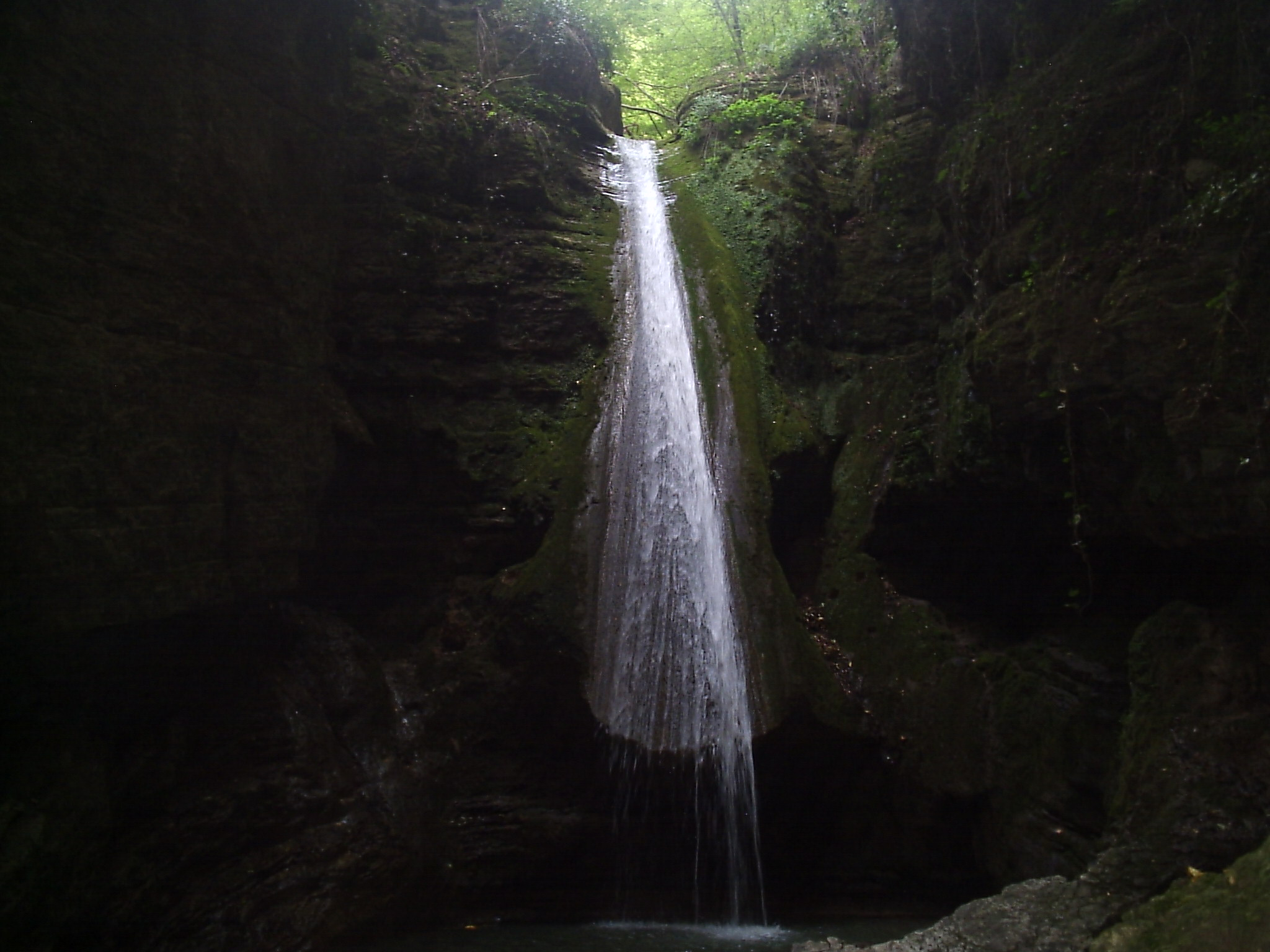
La cascata di Sangeno

## Luoghi d'interesse
- Il palazzo di Safi Abad dell'era safavide[2].
- A sud-est della città, nel cuore della foresta si trova il lago di Abbas Abad[3].
- La cascata di Sangeno.
- 5 km a sud-ovest le grotte di Kamarband e Hotoo dove sono stati rinvenuti scheletri umani risalenti a 75.000 anni fa[4].